# Mạng quảng cáo trực tuyến
Trên nền tảng quảng cáo trực tuyến, có 3 mối quan hệ chính giữa bên cần mua quảng cáo (Advertisers) và bên cho đặt quảng cáo (Publishers): quan hệ trực tiếp, thông qua mạng quảng cáo trực tuyến và thông qua Programmatic.
Mạng quảng cáo trực tuyến (Advertising Network hay Ad Network) là mối quan hệ thứ hai giữa Advertisers và Publishers, đóng vai trò là các trung gian, họ mua những vị trí trống trên website của các publishers, sau đó phân loại và bán cho Advertisers. Nói cách khác, họ là cầu nối giữa người mua quảng cáo và người bán quảng cáo.
Một số Ad Network: Admicro, Adtima, Cốc Cốc, Google Display Network (GDN),...

## Chức năng chính
Mạng quảng cáo trực tuyến giúp phân tích dữ liệu của Publishers, Advertisers và thị hiếu của Visitor nhằm tối ưu và tìm ra các thông điệp quảng cáo phù nhất. Khi tiếp cận Visitors với những nội dung thu hút sẽ giúp làm tăng tỉ lệ chuyển đổi. Việc này làm tăng tỉ lệ hoàn vốn đầu tư của Advertisers khi thực hiện việc quảng cáo hiển thị trực tuyến.

## Những lợi ích của Publishers khi tham gia vào Mạng quảng cáo trực tuyến[2]
- Advertisers không phải tốn chi phí cho việc phát triển bộ phận bán quảng cáo
- Publishers tận dụng tối đa được các không gian quảng cáo còn trống trên web.
- Tỉ lệ nhấp chuột sẽ cao hơn do có nhiều thông tin quảng cáo phù hợp với nội dung trang web và thị hiếu Visitors.

## Những lợi ích của Advertisers khi tham gia vào Mạng quảng cáo trực tuyến[2]
- Chỉ cần thực hiện vài thao tác đơn giản là có thể kiểm soát được chiến dịch trên nhiều Publishers.
- Kiểm soát được hiệu quả thông qua việc tự định giá.
- Kiểm soát được cách chiến dịch quảng cáo sẽ chạy, việc này đồng nghĩa là các Advertisers hoàn toàn có thể kiểm soát được vị trí địa lý người dùng, kiểm soát thời gian chạy chiến dịch và các website nào sẽ có thể hiển thị quảng cáo.
- Quản lý và có thể chia nhỏ ngân sách để chạy quảng cáo. Trong khi để ký được hợp đồng với từng publishers riêng lẻ thì bạn phải bỏ ra một ngân sách lớn để thực hiện thì với các Ad Network bạn sẽ có thể chạy chiến dịch quảng cáo với bất kỳ ngân sách nào (thường là nhỏ chỉ tối thiểu vài trăm ngàn).
- Lựa chọn và thay đổi loại hình quảng cáo đa dạng.
- Thống kê chi tiết và chính xác về số lần hiển thị, số lần nhấn chuột, chi phí,...